# Chancellerie des universités
Pour les articles homonymes, voir Chancellerie.
Une chancellerie est, dans le système d'enseignement supérieur français, un établissement public à caractère administratif (EPA) dont l'objet est d'assurer la gestion des biens des établissements publics à caractère scientifique, culturel et professionnel (EPSCP) d'une académie, notamment les universités. Son chancelier est le recteur d'académie.
Elles sont créées en 1971 dans le sillage de la loi Faure de 1968, et supprimées en 2020 et 2021, à l'exception de la chancellerie de Paris qui est la seule encore existante.

## Histoire

### Création
Le principe d'« un établissement public placé sous l'autorité du recteur », chargé d'administrer les biens des universités, est créé par l'alinéa 2 de l'article 42 de la loi no 68-978 du 12 novembre 1968 d'orientation de l'enseignement supérieur (dite loi Faure), dans sa rédaction résultant de l'article 13 de la loi no 71-557 du 12 juillet 1971 qui aménage certaines de ses dispositions.
Cet alinéa est le fruit d'un amendement déposé par Jean Berthoin, sénateur de l'Isère, sur proposition de Pierre Bartoli (d), secrétaire général de l'académie de Paris. En effet, après le démembrement de l'Université de Paris en 1970 sous l'effet de la loi de 1968, Bartoli s'inquiète que son recteur Robert Mallet se trouve dans l'impossibilité d'en gérer le patrimoine. Ni les dispositions transitoires de la loi de 1968, ni la loi de 1971 alors en cours d'élaboration pour aménager certaines de ses dispositions, ne prennent en compte ce problème, et le ministre de l'Éducation nationale d'alors, Olivier Guichard, est même opposé à étudier ce cas. Pour tenter d'y remédier, Bartoli a déjà proposé la création des chancelleries dans une note du 29 juin 1970 intitulée « Mort de l'Université de Paris » transmise à Michel Jobert, secrétaire général de l'Élysée, à destination du président de la République, Georges Pompidou, mais en vain. C'est pourquoi Bartoli se tourne vers le sénateur Berthoin, ancien ministre de l'Éducation nationale dans les années 1950, et lui propose le texte de l'amendement en juin 1971. Ils discutent ensemble de l'exposé des motifs pour mettre en évidence les problèmes causés par le transfert de la Cité universitaire de Paris ou du domaine de Richelieu, puis Berthoin « use de toute son expérience, de son autorité et de sa force de conviction » pour faire voter l'amendement.
Deux décrets d'application, du 30 décembre 1971 et du 10 octobre 1972, fixent les attributions et les règles de fonctionnement des chancelleries.

### Suppression
Un décret du 31 décembre 2019 supprime :
- au 1er janvier 2020 les chancelleries d'Aix-Marseille, Amiens, Besançon, Bordeaux, Caen, Clermont-Ferrand, Corse, Créteil, Dijon, Grenoble, Guadeloupe, Guyane, Lille, Limoges, Martinique, Montpellier, Nancy-Metz, Nantes, Nice, Normandie, Orléans-Tours, Poitiers, Reims, Rennes, La Réunion, Rouen et Strasbourg ;
- au 1er janvier 2021 les chancelleries de Lyon, Toulouse et Versailles ;

de sorte que seule subsiste la chancellerie de Paris à partir du 1er janvier 2021, bien que la Cour des comptes en ait préconisé la suppression en 2014.

## Fonctionnement
Chaque chancellerie est administrée par un conseil d'administration. Son chancelier est le recteur d'académie, assisté dans le cas de la chancellerie de Paris par un recteur délégué (appelé vice-chancelier de 1976 à 2020, et recteur adjoint avant 1976).

## Tutelle
Les chancelleries sont placées sous la tutelle du ministère chargé de l'Enseignement supérieur (précédemment du ministère de l'Éducation nationale jusqu'en 2002). Elles sont dotées de la personnalité civile et de l'autonomie financière. Elles sont soumises au contrôle financier de l'État.